# EDC Spring Cup
De EDC Spring Cup was een jaarlijks terugkerend dartsevenement dat in twee dagen tijd gehouden werd. Dit evenement werd georganiseerd onder auspiciën van de European Darts Council (EDC). De landen die meededen waren landen van het Europese vasteland. Het evenement begon in 1986 en werd voor het laatst gehouden in 2012.
Het toernooi bestond uit drie losse competities waarin landenteams het tegen elkaar opnamen. Er was een herencompetitie en een damescompetitie. Op de tweede dag vonden de individuele wedstrijden plaats.

## Lijst van landen die vaak meededen
- België
- Catalonië
- Duitsland
- Frankrijk
- Hongarije
- Italië
- Luxemburg
- Nederland
- Oostenrijk
- Spanje
- Tsjechië
- Zwitserland

## Teamwedstrijden mannen
| 1986 | Arnhem               | België        | Nederland     | Denemarken    |               |               |
| 1987 | Hvidovre             | België        | Nederland     | Denemarken    |               |               |
| 1988 | Plestin-les-Grèves   | België        | Nederland     | Duitsland     |               |               |
| 1989 |                      | Niet gehouden | Niet gehouden | Niet gehouden | Niet gehouden | Niet gehouden |
| 1990 | Glattbrugg           | Duitsland     | Zwitserland   | Frankrijk     |               |               |
| 1991 | Wuppertal            | Nederland     | Duitsland     | Frankrijk     |               |               |
| 1992 | Pleurtuit            | België        | Duitsland     | Nederland     |               |               |
| 1993 | Luxemburg            | Nederland     | Duitsland     | België        |               |               |
| 1994 | Bazel                | Nederland     | Duitsland     | België        |               |               |
| 1995 | Mierlo               | Nederland     | België        | Duitsland     |               |               |
| 1996 | Houthalen-Helchteren | Nederland     | Duitsland     | België        |               |               |
| 1997 | Épinal               | België        | Nederland     | Duitsland     |               |               |
| 1998 | Praag                | Nederland     | België        | Duitsland     |               |               |
| 1999 | Mülheim an der Ruhr  | Nederland     | Duitsland     | België        |               |               |
| 2000 | Luxemburg            | Nederland     | Duitsland     | België        |               |               |
| 2001 | Bazel                | Nederland     | België        | Duitsland     |               |               |
| 2002 | Mierlo               | Nederland     | Duitsland     | Oostenrijk    |               |               |
| 2003 | Altlengbach          | Nederland     | Duitsland     | België        |               |               |
| 2004 | Beveren              | Nederland     | België        | Zwitserland   |               |               |
| 2005 | Gelsenkirchen        | Duitsland A   | Nederland     | België        |               |               |
| 2006 | Veldhoven            | Nederland     | Duitsland     | België        |               |               |
| 2007 | Beveren              | Nederland     | België        | Duitsland     |               |               |
| 2008 | Altlengbach          | Nederland     | België        | Duitsland     |               |               |
| 2009 | Barcelona            | Niet gehouden | Niet gehouden | Niet gehouden | Niet gehouden | Niet gehouden |
| 2010 | Pécs                 | België        | Nederland     | Hongarije     |               |               |
| 2011 | Mol                  | Nederland     | Duitsland     | België        |               |               |
| 2012 | Stubenberg am See    | Nederland     | België        | Duitsland     |               |               |

## Teamwedstrijden vrouwen
| 1986 | Arnhem               | Nederland     | Denemarken    | België        |               |               |
| 1987 | Hvidovre             | Nederland     | Denemarken    | België        |               |               |
| 1988 | Plestin-les-Grèves   | Duitsland     | Nederland     | België        |               |               |
| 1989 |                      | Niet gehouden | Niet gehouden | Niet gehouden | Niet gehouden | Niet gehouden |
| 1990 | Glattbrugg           | Duitsland     | Zwitserland   | Italië        |               |               |
| 1991 | Wuppertal            | Nederland     | Duitsland     | Zwitserland   |               |               |
| 1992 | Pleurtuit            | Duitsland     | Nederland     | België        |               |               |
| 1993 | Luxemburg            | Duitsland     | Nederland     | Zwitserland   |               |               |
| 1994 | Bazel                | Nederland     | België        | Duitsland     |               |               |
| 1995 | Mierlo               | Duitsland     | Nederland     | België        |               |               |
| 1996 | Houthalen-Helchteren | België        | Duitsland     | Nederland     |               |               |
| 1997 | Épinal               | Nederland     | Duitsland     | België        |               |               |
| 1998 | Praag                | Duitsland     | Nederland     | Zwitserland   |               |               |
| 1999 | Mülheim an der Ruhr  | Nederland     | Duitsland     | België        |               |               |
| 2000 | Luxemburg            | Nederland     | Duitsland     | België        |               |               |
| 2001 | Bazel                | Nederland     | Duitsland     | België        |               |               |
| 2002 | Mierlo               | Nederland     | Duitsland     | België        |               |               |
| 2003 | Altlengbach          | Nederland     | Duitsland     | Zwitserland   |               |               |
| 2004 | Beveren              | Nederland     | België        | Frankrijk     |               |               |
| 2005 | Gelsenkirchen        | Duitsland A   | Nederland     | Duitsland B   |               |               |
| 2006 | Veldhoven            | Nederland     | België        | Duitsland     |               |               |
| 2007 | Beveren              | Nederland     | België        | Duitsland     |               |               |
| 2008 | Altlengbach          | Nederland     | Duitsland     | België        |               |               |
| 2009 | Barcelona            | Niet gehouden | Niet gehouden | Niet gehouden | Niet gehouden | Niet gehouden |
| 2010 | Pécs                 | Nederland     | Duitsland     | Hongarije     |               |               |
| 2011 | Mol                  | Nederland     | Duitsland     | België        |               |               |
| 2012 | Stubenberg am See    | Nederland     | Duitsland     | België        |               |               |

## Individuele wedstrijden mannen
| 1986 | Arnhem               | Willy Logie           |               | Bert Vlaardingerbroek |               |               |
| 1987 | Hvidovre             | Frans Devooght        |               | Bob Renard            |               |               |
| 1988 | Plestin-les-Grèves   | Gaudenz Coray         | 3 – 2         | Marc De Vuyst         |               |               |
| 1989 |                      | Niet gehouden         | Niet gehouden | Niet gehouden         | Niet gehouden | Niet gehouden |
| 1990 | Glattbrugg           | Bert Hansen           |               |                       |               |               |
| 1991 | Wuppertal            | Raymond van Barneveld | 2 – 1         | Bert Vlaardingerbroek |               |               |
| 1992 | Pleurtuit            | Walter Tschudin       | 2 – 0         | Jean-Marie Dejonghe   |               |               |
| 1993 | Luxemburg            | Bert Vlaardingerbroek |               | Erik Clarys           |               |               |
| 1994 | Bazel                | Raymond van Barneveld | 2 – 0         | Braulio Roncero       |               |               |
| 1995 | Mierlo               | Bruno Raes            | 2 – 0         | Volker Backes         |               |               |
| 1996 | Houthalen-Helchteren | Co Stompé             | 2 – 1         | Raymond van Barneveld |               |               |
| 1997 | Épinal               | Co Stompé             | 2 – 0         | Chris Van den Bergh   |               |               |
| 1998 | Praag                | Roland Scholten       | 2 – 0         | Andreas Kröckel       |               |               |
| 1999 | Mülheim an der Ruhr  | Raymond van Barneveld | 2 – 1         | Co Stompé             |               |               |
| 2000 | Luxemburg            | Raymond van Barneveld | 2 – 0         | Tanguy Borra          |               |               |
| 2001 | Bazel                | Raymond van Barneveld | 2 – 0         | Tomas Seyler          |               |               |
| 2002 | Mierlo               | Raymond van Barneveld |               | Albertino Essers      |               |               |
| 2003 | Altlengbach          | André Brantjes        | 2 – 1         | Erik Clarys           |               |               |
| 2004 | Beveren              | André Brantjes        | 2 – 1         | Niels de Ruiter       |               |               |
| 2005 | Gelsenkirchen        | John Snijers          | 2 – 1         | Jelle Klaasen         |               |               |
| 2006 | Veldhoven            | Mario Robbe           | 2 – 0         | Carlos Rodríguez      |               |               |
| 2007 | Beveren              | Geert De Vos          | 2 – 0         | Andreas Kröckel       |               |               |
| 2008 | Altlengbach          | Andree Welge          | 2 – 0         | Tony Martinez         |               |               |
| 2009 | Barcelona            | Niet gehouden         | Niet gehouden | Niet gehouden         | Niet gehouden | Niet gehouden |
| 2010 | Pécs                 | Ronny Huybrechts      | 2 – 1         | Geert De Vos          |               |               |
| 2011 | Mol                  | Christian Kist        | 2 – 0         | Rick Hofstra          |               |               |
| 2012 | Stubenberg am See    | Geert De Vos          | 2 – 0         | Benito van de Pas     |               |               |

## Individuele wedstrijden vrouwen
| 1986 | Arnhem               | Valerie Maytum      |               | Karin Jespersen     |               |               |
| 1987 | Hvidovre             | Mia Mevissen        |               | Rebecca Donnellan   |               |               |
| 1988 | Plestin-les-Grèves   | Valerie Maytum      |               |                     |               |               |
| 1989 |                      | Niet gehouden       | Niet gehouden | Niet gehouden       | Niet gehouden | Niet gehouden |
| 1990 | Glattbrugg           | Heike Ernst         |               |                     |               |               |
| 1991 | Wuppertal            | Francis Hoenselaar  |               |                     |               |               |
| 1992 | Pleurtuit            | Heike Ernst         |               | Francis Hoenselaar  |               |               |
| 1993 | Luxemburg            | Andrea Mejlsing     |               | Monique Victoor     |               |               |
| 1994 | Bazel                | Francis Hoenselaar  |               |                     |               |               |
| 1995 | Mierlo               | Andrea Leipold      |               | Heike Ernst         |               |               |
| 1996 | Houthalen-Helchteren | Vicky Pruim         |               | Francis Hoenselaar  |               |               |
| 1997 | Épinal               | Bianka Strauch      |               | Andrea Tanner       |               |               |
| 1998 | Praag                | Bianka Strauch      |               | Heike Ernst         |               |               |
| 1999 | Mülheim an der Ruhr  | Heike Ernst         |               | Lisa Huber          |               |               |
| 2000 | Luxemburg            | Bianka Strauch      |               | Vicky Pruim         |               |               |
| 2001 | Bazel                | Francis Hoenselaar  | 4 – 2         | Heike Ernst         |               |               |
| 2002 | Mierlo               | Francis Hoenselaar  |               | Kerstin Niederau    |               |               |
| 2003 | Altlengbach          | Heike Ernst         | 4 – 1         | Orsolya Bródi       |               |               |
| 2004 | Beveren              | Karin Krappen       | 4 – 0         | Roelie Bakker       |               |               |
| 2005 | Gelsenkirchen        | Heike Ernst         | 4 – 2         | Karin Krappen       |               |               |
| 2006 | Veldhoven            | Sandra Pollet       | 4 – 2         | Karin Krappen       |               |               |
| 2007 | Beveren              | Rilana Erades       | 4 – 3         | Karin Krappen       |               |               |
| 2008 | Altlengbach          | Rilana Erades       | 4 – 1         | Floortje van Zanten |               |               |
| 2009 | Barcelona            | Niet gehouden       | Niet gehouden | Niet gehouden       | Niet gehouden | Niet gehouden |
| 2010 | Pécs                 | Stefanie Lück       | 4 – 2         | Rilana Erades       |               |               |
| 2011 | Mol                  | Floortje van Zanten | 4 – 1         | Sharon Prins        |               |               |
| 2012 | Stubenberg am See    | Aileen de Graaf     | 4 – 1         | Karin Krappen       |               |               |